# Табуаш, Марку
Марку Антониу Миранда Табуаш (порт. Marco António Miranda Tábuas; 29 октября 1976, Мойта, Португалия) — португальский футболист, бывший профессиональный вратарь.

## Карьера
Воспитанник футбольного клуба «Витория Сетубал». Большую часть своей карьеры провёл в родной команде, выступая в элитном дивизионе чемпионата Португалии. В 1999 году дебютировал в кубке УЕФА, в матче против итальянской «Ромы». В сезоне 2004/2005 Марку Табуаш стал обладателем кубка Португалии в составе «Витории Сетубал».
В 2010 году объявил о завершении футбольной карьеры.

## Достижения
- Обладатель Кубка Португалии: 2004/2005